# Бевк, Франце
Франце Бевк (France Bevk) (17.09.1890, Закойца, — 17.09.1970, Любляна) — югославский (словенский) прозаик, поэт, драматург, детский писатель. Иногда использовал псевдоним Павле Седмак (Pavle Sedmak).
Родился в горной деревне Закойца в графстве Горица и Градишка Австро-Венгерской империи.
Учился в школах в Буково (до 1904), Крани (1905—1908), Копере (1908—1909) и Горице (1909—1910), окончил педагогическое училище в Горице (1913). Работал учителем в деревне Орехек (Orehek).
С 1915 по 1918 год служил в Австро-Венгерской армии, воевал на Восточном фронте (в Галиции), какое-то время учился в военной школе.
После войны работал в Любляне в газетах. В 1920 году уехал в Горицу, которая в то время относилась к Италии. В 1921 году опубликовал сборник стихов («Pesmi»), затем сборники рассказов «Фараон» («Faraon», 1922) и «Палачи» («Rablji», 1923). В 1925 году выходит первый роман «Смерть перед домом» («Smrt pred hišo».
Подвергался гонениям итальянских властей из-за своей антифашистской позиции. В 1935 году был вынужден уехать в Любляну (Королевство Югославия). В романе «Капеллан Мартин Чедермац» («Kaplan Martin Čedermac», 1938) возвеличивает самоотверженное сопротивление национальному гнету в фашистской Италии: герой, пожилой священник, воспротивился запрету богослужения на родном языке.
После вторжения итальянских и немецких войск в Югославию (1941) был арестован. В 1943 году бежал из тюрьмы и присоединился к словенским партизанам.
После войны жил сначала в Триесте, потом в Любляне, продолжил литературную деятельность и работал в газетах.
В 1953 году избран членом Словенской академии наук и искусств. Дважды, в 1949 и 1954 годах, становился лауреатом премии имени Прешерна. Лауреат премии Левстика за повесть «Тончек» (1949).
Умер в Любляне в день своего 80-летия. Его именем названы улицы в нескольких городах Словении.

## Сочинения
- Тончек [Текст] : [Повесть] : [Для младш. школьного возраста] / [Пер. со словен. О. Кутасовой]; [Ил.: И. Харкевич]. — Москва : Дет. лит., 1964. — 110 с. : ил.; 22 см.
- Сундук с серебром [Текст] : Повести и рассказы : Пер. со словен. / [Вступ. статья М. Рыжовой]; [Ил.: Ю. Лобачев]. — Москва : Худож. лит., 1971. — 464 с., 1 л. портр. : ил.; 21 см.
- Сундук с серебром : Избр. проза : Пер. со слов. / Франце Бевк; [Предисл. М. Рыжовой]. — Москва : Худож. лит., 1990. — 524,[2] с.; 20 см. — (Б-ка современ. югосл. лит.).; ISBN 5-280-01188-6
- Бевк Ф. Черные братья / пер. О. Кутасовой // Отряд под землей и под облаками. Повести писателей Югославии. М., 1977. 320 стр.
- Важний крок : повісті та оповідання : пер. з словен. / Франце Бевк. — Київ : Дніпро, 1987. — 357,[2] с.; 17 см.
- Капелан Чедермац : [Роман] / Франце Бевк; Прев. Милан Ракочевић. — Београд, 1955. — 242, [1] с.; 19 см.
- Der Räuber Saladin / France Bevk. [Berecht. Übers. aus d. Sloven. von Else Byhan. Ill. von Hanns Langenberg]. Bern : Blaukreuz-Verl. 1968. 118 с.